# Back in Black
《Back in Black》은 오스트레일리아의 록 밴드 AC/DC의 일곱 번째 스튜디오 음반으로, 대중음악 역사상 가장 성공한 음반 중 하나이다. 로버트 존 "머트" 랭이 프로듀싱한 이 음반은 1980년 7월 25일, 앨버트 프로덕션과 애틀랜틱 레코드를 통해 발매되었다.
1970년대 후반까지 AC/DC는 고에너지 라이브 공연과 성공적인 음반으로 오스트레일리아 이외의 지역에서 상당한 인기를 얻기 시작했다. 리드 싱어 본 스콧은 《Back in Black》의 음반이 이미 시작된 이후 1980년 2월에 세상을 떠났다. 그 그룹은 해체하는 대신에 새로운 보컬리스트 브라이언 존슨과 함께 계속하기로 결정했다. 《Back in Black》은 존슨, 앵거스 영 그리고 맬컴 영이 작곡했으며, 이전에 세계적인 히트 음반인 《Highway to Hell》에서 작업했던 프로듀서 랭과 함께 바하마에서 7주 동안 녹음했다. 완성 이후 이 밴드는 뉴욕의 일렉트릭 레이디 스튜디오에서 《Back in Black》을 혼합했다. 이 음반의 검은색 커버는 스콧을 위한 "애도의 표시"로 디자인되었다.
여섯 번째 국제적인 스튜디오 출시로, 《Back in Black》은 전례 없는 성공을 거두었다. 이 음반은 전 세계적으로 약 5천만 장이 팔린 것으로 추정된다. 이 음반은 역사상 가장 많이 팔린 음반들 중 하나이다. 이 밴드는 이 음반을 1년 동안 월드 투어로 지지하면서 1980년대 초의 가장 인기 있는 음악 활동들 중 하나로 굳혔다. 이 음반은 또한 초기 음반에서 긍정적인 평가를 받았으며 그 이후 수많은 "가장 위대한 음반" 목록에 포함되었다. 원래 발매된 이후, 그 음반은 디지털 배급용으로 여러 번 재발행되고 다시 저장되었다.

## 배경

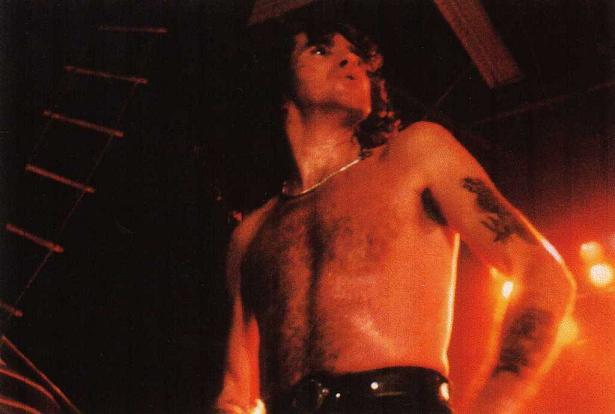
1979년 12월, 밴드의 전 보컬리스트 본 스콧.

1973년 결성된 AC/DC는 1977년 네 번째 음반 《Let There Be Rock》으로 국제 시장에 처음 진출했다. 1979년까지 AC/DC는 그들의 여섯 번째 스튜디오 음반인 《Highway to Hell》로 상당한 수준의 성공을 거둘 준비가 되어 있었다. 로버트 존 "머트" 랭이 이 음반을 프로듀싱하여 이 밴드의 사운드가 더 매력적이고 국제 관객들이 쉽게 접할 수 있게 했으며, 이 음반은 미국에서 첫 번째 플래티넘 음반이 되어 백만 장 이상 팔렸으며, 동시에 이 나라의 팝 차트에서 17위, 영국에서 8위를 기록했다. 1973년에 설립된 AC/DC는 1977년에 네 번째 음반인 《Let There Be Rock》으로 국제 시장에 처음 진출했다.
새로운 10년이 다가옴에 따라, 이 밴드는 영국과 프랑스를 향해 그들의 획기적인 발표의 마지막 투어 일정을 시작했다. 그들은 그 작업이 완료된 직후에 후속 작업 녹화를 시작할 계획이었다. 1980년 2월 19일, 본 스콧은 런던 펍에서 음주 폭음을 하여 의식을 잃었기 때문에, 한 친구는 그를 르노 5의 뒤쪽에서 하룻밤 동안 쉬게 했다. 다음날 아침, 스콧은 무반응으로 발견되었고 의료진이 도착하자마자 사망선고를 내린 킹스칼리지병원으로 달려갔다. 검시관은 구토에 대한 폐호흡이 스콧의 사망 원인이라고 판결했지만, 공식 원인은 사망진단서에 "급성 알코올 중독"으로 기재되어 있고, "오행에 의한 사망"으로 분류되었다. 스콧은 화장되었고 그의 유골은 호주 서부 프리맨틀에 있는 프리맨틀 묘지에 그의 가족에 의해 매장되었다. 그 손실은 해체를 고려했던 그 밴드를 초토화 하지만, 친구들과 가족들은 그들을 계속하도록 설득했다.
본 스콧의 장례식이 끝난 후, 밴드는 즉시 교체된 프론트맨에 대한 오디션을 시작했다. 랭의 조언에 따라 이 밴드는 조르디인 가수 브라이언 존슨을 데려왔고, 그는 이 밴드를 감동시켰다. 그 밴드가 다음 날 지원자 명단의 나머지 부분을 애처롭게 처리한 후, 존슨은 두 번째 리허설을 위해 돌아왔다. 3월 29일, 맬컴 영은 그 가수에게 일자리를 제안하기 위해 전화를 걸었다.

## 평가
| 평가 점수                     | 평가 점수 |
| 출처                          | 점수      |
| ----------------------------- | --------- |
| AllMusic                      | [ 12 ]    |
| Blender                       | [ 13 ]    |
| Christgau's Record Guide      | B−        |
| Encyclopedia of Popular Music | [ 15 ]    |
| The Great Rock Discography    | 8/10      |
| MusicHound Rock               | 5/5       |
| Pitchfork                     | 8.8/10    |
| Rolling Stone                 | [ 18 ]    |
| The Rolling Stone Album Guide | [ 19 ]    |
| Spin Alternative Record Guide | 8/10      |

1980년 《롤링 스톤》 리뷰에서 데이비드 프리케는 《Back in Black》을 "AC/DC의 6개 미국 음반 중 최고"일 뿐만 아니라 "헤비 메탈 아트의 정점: 장르의 피와 땀, 오만함을 모두 담아낸 《Led Zeppelin II》 이후 첫 LP"로 여겼다. 《스매시 히트》의 레드 스타는 "완전히 예측 가능하고 완전히 무시무시한 새로운 AC/DC 음반에 대한 최저 공통분모의 또 다른 승리"에 대해 곡들이 서로 구별되지 않고 과대남성적 환상, 록 음악 문구, 야한 기타, 그리고 둔한 리듬으로 얼룩진 것을 발견하면서 더 비판적이었다. 그는 그 기록을 10점 만점에 3점을 주었다.

## 곡 목록
모든 곡들은 앵거스 영과 맬컴 영 그리고 브라이언 존슨에 의해 작사/작곡하였다.
| #  | 제목                               | 재생 시간 |
| -- | ---------------------------------- | --------- |
| 1. | 〈Hells Bells〉                    | 5:10      |
| 2. | 〈Shoot to Thrill〉                | 5:17      |
| 3. | 〈What Do You Do for Money Honey〉 | 3:33      |
| 4. | 〈Given the Dog a Bone〉           | 3:30      |
| 5. | 〈Let Me Put My Love into You〉    | 4:16      |

| #  | 제목                                    | 재생 시간 |
| -- | --------------------------------------- | --------- |
| 1. | 〈Back in Black〉                       | 4:14      |
| 2. | 〈You Shook Me All Night Long〉         | 3:30      |
| 3. | 〈Have a Drink on Me〉                  | 3:57      |
| 4. | 〈Shake a Leg〉                         | 4:06      |
| 5. | 〈Rock and Roll Ain't Noise Pollution〉 | 4:15      |

## 인증
| 국가                                                                                         | 인증         | 판매량/출하량 |
| -------------------------------------------------------------------------------------------- | ------------ | ------------- |
| 아르헨티나 (CAPIF)                                                                           | 3× 플래티넘  | 180,000^      |
| 오스트레일리아 (ARIA)                                                                        | 12× 플래티넘 | 920,000       |
| 오스트리아 (IFPI 오스트리아)                                                                 | 플래티넘     | 50,000*       |
| 브라질 (Pro-Música Brasil)                                                                   | 골드         | 100,000       |
| 캐나다 (뮤직 캐나다)                                                                         | 다이아몬드   | 1,000,000^    |
| 덴마크 (IFPI Danmark)                                                                        | 2× 플래티넘  | 40,000        |
| 프랑스 (SNEP)                                                                                | 2× 플래티넘  | 600,000*      |
| 독일 (BVMI)                                                                                  | 2× 플래티넘  | 1,000,000^    |
| 이탈리아 (FIMI) sales since 2009                                                             | 3× 플래티넘  | 150,000       |
| 뉴질랜드 (RMNZ)                                                                              | 6× 플래티넘  | 90,000        |
| 폴란드 (ZPAV)                                                                                | 골드         | 10,000        |
| 스페인 (PROMUSICAE)                                                                          | 골드         | 50,000^       |
| 스위스 (IFPI 스위스)                                                                         | 2× 플래티넘  | 100,000^      |
| 영국 (BPI)                                                                                   | 2× 플래티넘  | 600,000       |
| 미국 (RIAA)                                                                                  | 25× 플래티넘 | 25,000,000    |
| *판매량을 기반으로 한 인증 · ^출하량을 기반으로 한 인증 · 판매량+스트리밍을 기반으로 한 인증 |              |               |

## 같이 보기
- 가장 많이 팔린 음반 목록
- 미국에서 가장 많이 팔린 음반 목록